# Ісхак Бельфоділь
Ісхак Бельфоділь (араб. إسحاق بلفضيل, нар. 12 січня 1992, Мостаганем) — алжирський футболіст, нападник клубу «Аль-Гарафа».
Виступав, зокрема, за клуби «Гоффенгайм», «Ліон», «Парму» та «Герту», а також національну збірну Алжиру.

## Клубна кар'єра
Народився 12 січня 1992 року в місті Мостаганем.
У дорослому футболі дебютував 2008 року виступами за команду «Ліон-2», в якій провів три сезони, взявши участь у 40 матчах чемпіонату. 
Своєю грою за цю команду привернув увагу представників тренерського штабу основної команди «Ліона», до складу якої почав залучатися з 2009 року. Відіграв за команду з Ліона наступні три сезони своєї ігрової кар'єри.
Згодом з 2012 по 2014 рік грав у складі команд клубів «Болонья», «Парма», «Інтернаціонале» та «Ліворно».
До складу «Парми» повернувся 2014 року. Відтоді встиг відіграти за пармську команду 11 матчів в національному чемпіонаті.

## Виступи за збірні
У 2008 році дебютував у складі юнацької збірної Франції, взяв участь у 22 іграх на юнацькому рівні, відзначившись 4 забитими голами.
У 2011 році залучався до складу молодіжної збірної Франції. На молодіжному рівні зіграв у 2 офіційних матчах, забив 1 гол.
У 2013 році дебютував в офіційних матчах у складі національної збірної Алжиру. Наразі провів у формі головної команди країни 17 матчів, забив 2 голи.
У складі збірної був учасником Кубка африканських націй 2015 року в Екваторіальній Гвінеї.
| Дата       | Місто        | Господарі   | Результат  | Гості               | Турнір                                     | Голи | Примітки  |
| ---------- | ------------ | ----------- | ---------- | ------------------- | ------------------------------------------ | ---- | --------- |
| 14-8-2013  | Бліда        | Алжир       | 2 – 2      | Гвінея              | товариський матч                           | -    | 46'       |
| 10-9-2013  | Бліда        | Алжир       | 1 – 0      | Малі                | Відбір до ЧС 2014                          | -    | 89'       |
| 6-9-2014   | Аддис-Абеба  | Ефіопія     | 1 – 2      | Алжир               | Відбір до Кубка африканських націй 2015    | -    | 69'       |
| 10-9-2014  | Бліда        | Алжир       | 1 – 0      | Малі                | Відбір до Кубка африканських націй 2015    | -    | 78'       |
| 11-10-2014 | Блантайр     | Малаві      | 0 – 2      | Алжир               | Відбір до Кубка африканських націй 2015    | -    | 68'       |
| 11-1-2015  | Радес        | Туніс       | 1 – 1      | Алжир               | товариський матч                           | -    | 46'       |
| 19-1-2015  | Монгомо      | Алжир       | 3 – 1      | ПАР                 | Кубок африканських націй 2015 - 1-й етап   | -    | 60'       |
| 23-1-2015  | Монгомо      | Гана        | 1 – 0      | Алжир               | Кубок африканських націй 2015 - 1-й етап   | -    | 56'       |
| 27-1-2015  | Малабо       | Сенегал     | 0 – 2      | Алжир               | Кубок африканських націй 2015 - 1-й етап   | -    | 80'       |
| 1-2-2015   | Малабо       | Кот-д'Івуар | 3 – 1      | Алжир               | Кубок африканських націй 2015 - 1/4 фіналу | -    | 72'       |
| 26-3-2015  | Доха         | Катар       | 1 – 0      | Алжир               | товариський матч                           | -    | 46'       |
| 30-3-2015  | Доха         | Оман        | 1 – 4      | Алжир               | товариський матч                           | 2    | 82'       |
| 13-6-2015  | Бліда        | Алжир       | 4 – 0      | Сейшельські Острови | Відбір до Кубка африканських націй 2017    | -    | 65' 74'   |
| 14-11-2015 | Дар-ес-Салам | Танзанія    | 2 – 2      | Алжир               | Відбір до ЧС 2018                          | -    | 46'       |
| 7-10-2017  | Яунде        | Камерун     | 2 – 0      | Алжир               | Відбір до ЧС 2018                          | -    |           |
| 12-10-2018 | Бліда        | Алжир       | 2 – 0      | Бенін               | Відбір до Кубка африканських націй 2019    | -    | 82'       |
| 16-10-2018 | Котону       | Бенін       | 1 – 0      | Алжир               | Відбір до Кубка африканських націй 2019    | -    | 74'       |
| 25-3-2022  | Дуала        | Камерун     | 0 – 1      | Алжир               | Відбір до ЧС 2022                          | -    | 76' 90+8' |
| 29-3-2022  | Бліда        | Алжир       | 1 – 2 д.ч. | Камерун             | Відбір до ЧС 2022                          | -    | 120+2'    |
| Усього     |              | Матчів      | 19         |                     | Голів                                      | 2    |           |